# VIS (汎用機)
VIS 及びVIS II (VERSATILE INFORMATION SYSTEM) とは、日本電気 (NEC) が提供するメインフレーム（汎用コンピュータ）であるACOS-4やACOS-2 用のデータ管理システムである。

## 概要
VISは、データベース管理システム (DBMS; DataBase Management System) としては、階層型データベースであるADBSや、関係データベース管理システム (RDBMS) であるRIQS/RIQS IIを使用して構成される。
接続の基本プロトコルはDINAプロトコルを使用しているが、TP-UIなどの拡張製品を導入する事で、TCP/IP及び、その上のhttp/httpsなどの各種通信プロトコルに対応している。
また、UX/4800上のOracle/Informixなどのオープン系RDBMSとの接続機能も持っていたが、NECの国産UNIXからの撤退により、放棄された。また、OSIプロトコルとの接続においては、FNP(FrontNetworkProcessor)としてUP4800を置き、メインフレーム-サーバ間はDINAにて、サーバ-端末間はOSIプロトコルにて接続する形態も準備され、郵政省簡易保険システムなどで活躍した。

## VISの競争相手
- IMS - IBM
- AIM - 富士通
- XDM - 日立製作所